# Аникушкин, Фёдор Георгиевич
Фёдор Георгиевич Аникушкин (20 марта 1901, Урюпинский район — 8 июня 1976, Москва) — советский военачальник, участник гражданской, Советско-финской и Великой Отечественной войн, генерал-майор танковых войск (10.11.1942).

## Начальная биография
Фёдор Георгиевич Аникушкин родился 20 марта 1901 года в станице Котовской Хоперского района Донской области, ныне Урюпинский район Волгоградской области.

## Военная служба

### Гражданская война
1 июня 1918 года Аникушкин вступил в ряды Красной гвардии и направлен рядовым бойцом в Урюпинский красногвардейский отряд. В конце июля был призван в ряды РККА и направлен красноармейцем во 2-й Донской советский сводный полк, а в сентябре — красноармейцем в Борисоглебские кавалерийские Курсы усовершенствования командного состава. В составе этих частей Аникушкин принимал участие в военных действиях против войск А. И. Деникина на Южном фронте.
В мае 1920 года был направлен на учёбу на политпросветительские курсы Оренбургского укреплённого района, а в декабре — на учёбу в авиашколу в Петрограде. В марте 1921 года в составе 3-го сводного курсантского полка Аникушкин принимал участие в подавлении Кронштадтского восстания, после чего продолжил учёбу на политпросветительских курсах в Оренбурге, по окончании которых с мая того же года на этих же курсах командовал взводом и ротой.

### Межвоенное время
В октябре 1921 года Аникушкин был назначен на должность командира взвода 35-го батальона войск ВЧК. Принимал участие в боях против повстанцев в Сибири. В декабре того же года направлен на учёбу в 18-ю Оренбургскую пехотную школу комсостава РККА, по окончании которой с сентября 1923 года служил в 65-м Новороссийском стрелковом полку (22-я стрелковая дивизия, Северо-Кавказский военный округ), где исполнял должность командира взвода, а также последовательно назначался на должности помощника начальника пулеметной команды, командира роты, начальника учебной части полка и командира батальона.
В сентябре 1925 года был направлен на учёбу на стрелково-тактические курсы «Выстрел», по окончании которых в октябре 1926 года вернулся в 65-й Новороссийский стрелковый полк, где исполнял должности командира роты и начальника полковой школы. В июне 1931 года Аникушкин был направлен на учёбу в Военно-техническую академию имени Ф. Э. Дзержинского, но в феврале 1932 года прекратил учёбу и был назначен на должность начальника штаба 27-го стрелкового полка (9-я стрелковая дивизия, Северо-Кавказский военный округ).
В феврале 1933 года был направлен на учёбу на командный факультет Военной академии механизации и моторизации РККА имени И. В. Сталина, по окончании которого с 1937 года служил в штабе 10-й отдельной механизированной бригады (Белорусский военный округ), где исполнял должности начальника 1-й части и начальника штаба бригады.
В декабре 1938 года был назначен на должность помощника начальника штаба 11-й отдельной танковой бригады, в августе 1939 года — на должность начальника штаба 34-й легкой танковой, затем — на должность начальника штаба 48-й автотранспортной бригады, а в ноябре 1939 года — на должность начальника штаба 35-й легкотанковой бригады (Ленинградский военный округ), находясь на которой, принимал участие в боевых действиях в ходе советско-финской войны.
В июне 1940 года Аникушкин был назначен на должность начальника штаба 1-го механизированного корпуса, в августе — на должность командира 18-й легкой танковой бригады, а в марте 1941 года — на должность командира 37-й танковой дивизии (15-й механизированный корпус, Киевский военный округ).

### Великая Отечественная война
С началом Великой Отечественной войны полковник Аникушкин продолжил командовать дивизией в составе Юго-Западного фронта, в составе которого дивизия обеспечивала отступление 6-й армии. С августа 1941 года после расформирования дивизии Аникушкин исполнял должность заместителя командующего 26-й армией по танковым войскам на Юго-Западном фронте. 20 сентября Аникушкин был ранен и, находясь в полевом госпитале в пгт Оржица (Полтавская область), попал в окружение, из которого вместе с группой командиров вышел 25 октября в районе города Чугуев.
В декабре был назначен на должность командира 129-й отдельной танковой бригады (13-я армия). 
В газете «Комсомольская правда» бойцы 129-й тбр под командованием полковника Аникушкина были неоднократно отмечены в статьях. Корреспондент Ю. А. Жуков писал, что рубеж Аникушкина называют бронированным рубежом.
В августе 1942 года назначен на должность заместителя командующего 38-й, а затем — на должность заместителя командующего 3-й танковой армий. С февраля 1943 года Аникушкин командовал сначала 29-м, а с мая — 25-м танковыми корпусами. 25-й танковый корпус под командованием генерал-майора Аникушкина принимал участие в ходе Орловской, Киевской оборонительной, Житомирско-Бердичевской, Ровно-Луцкой, Проскуровско-Черновицкой и Львовско-Сандомирской операций, за время которых освободил города Новоград-Волынский, Корец, Червоноармейск, Жолква и Каменка-Струмиловская.
В августе 1944 года Фёдор Георгиевич Аникушкин был назначен на должность заместителя командующего бронетанковыми и механизированными войсками РККА, а с ноября исполнял должность заместителя командующего войсками Харьковского военного округа по бронетанковым и механизированным войскам.

### Послевоенная карьера

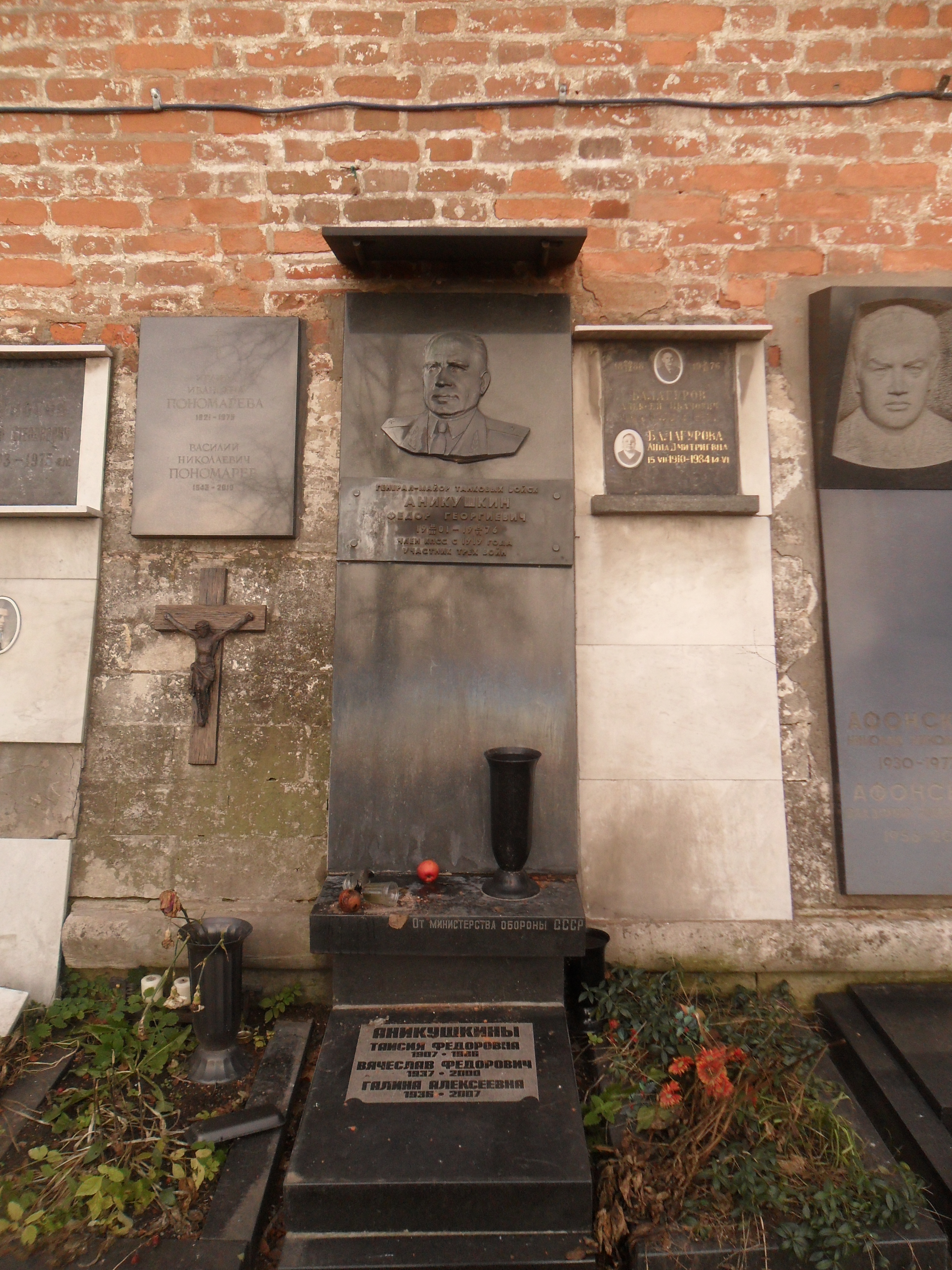
Могила Аникушкина на Новодевичьем кладбище Москвы.

После войны Аникушкин находился на прежней должности. В январе 1946 года был назначен на должность командира 1-й танковой дивизии (Прибалтийский военный округ), а в октябре 1951 года — на должность командующего бронетанковыми и механизированными войсками Прибалтийского военного округа.
Генерал-майор танковых войск Фёдор Георгиевич Аникушкин вышел в отставку в июне 1953 года. Умер 8 июня 1976 года в Москве.

## Награды
- Орден Ленина (21.02.1945);
- Шесть орденов Красного Знамени (1942, 27.08.1943, 10.01.1944, 31.01.1944, 03.11.1944, 1948);
- Орден Кутузова 2 степени (11.08.1944);
- Орден Красной Звезды (14.02.1943);
- медаль «XX лет Рабоче-Крестьянской Красной Армии»;
- Медали;
- Крест Храбрых (Польша).

## Память
- На одном из домов по улице Красная в г. Краснодар установлена мемориальная доска в память о Ф. Г. Аникушкине (1977).[4]
- На могиле установлен надгробный памятник на Новодевичьем кладбище Москвы.
- Имя воина увековечено в Главном Храме Вооружённых сил России, и навсегда запечатлено на мемориале «Дорога памяти» [5]